# Procladius sublettei
Procladius sublettei är en tvåvingeart som beskrevs av Roback 1971. Procladius sublettei ingår i släktet Procladius och familjen fjädermyggor. Inga underarter finns listade i Catalogue of Life.